# Ochrosperma obovatum
Ochrosperma obovatum är en myrtenväxtart som beskrevs av Anthony R. Bean. Ochrosperma obovatum ingår i släktet Ochrosperma och familjen myrtenväxter. Inga underarter finns listade i Catalogue of Life.